# آبشار کامایا
آبشار کامایا (به انگلیسی: Camaya Falls-3) آبشاری است که در لوزون، فیلیپین واقع شده و ارتفاع کلی ریزشگاه آن ۳٫۱۵۲ متر (۱۰٫۳ فوت) است.